# Турач жовтогорлий
Тура́ч жовтогорлий (Pternistis leucoscepus) — вид куроподібних птахів родини фазанових (Phasianidae). Мешкає в Східній Африці.

## Опис

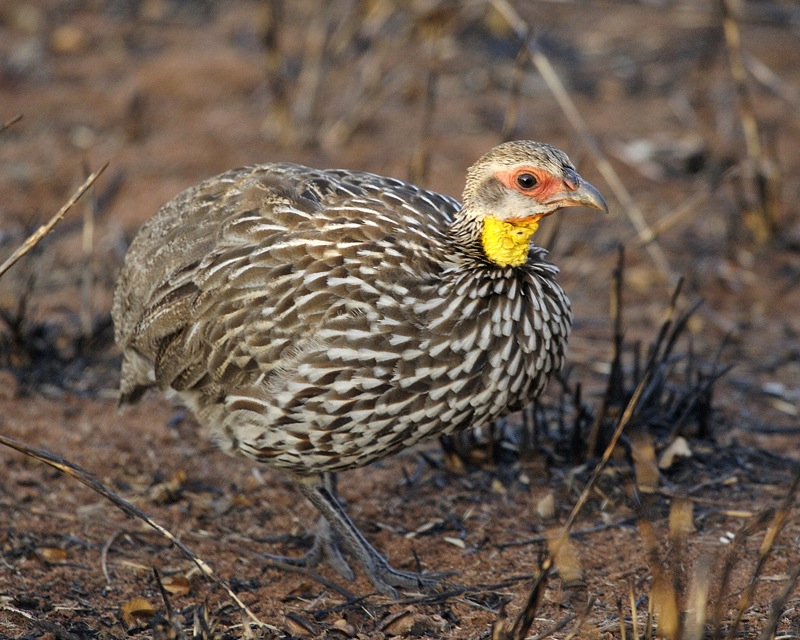
Жовтогорлий турач

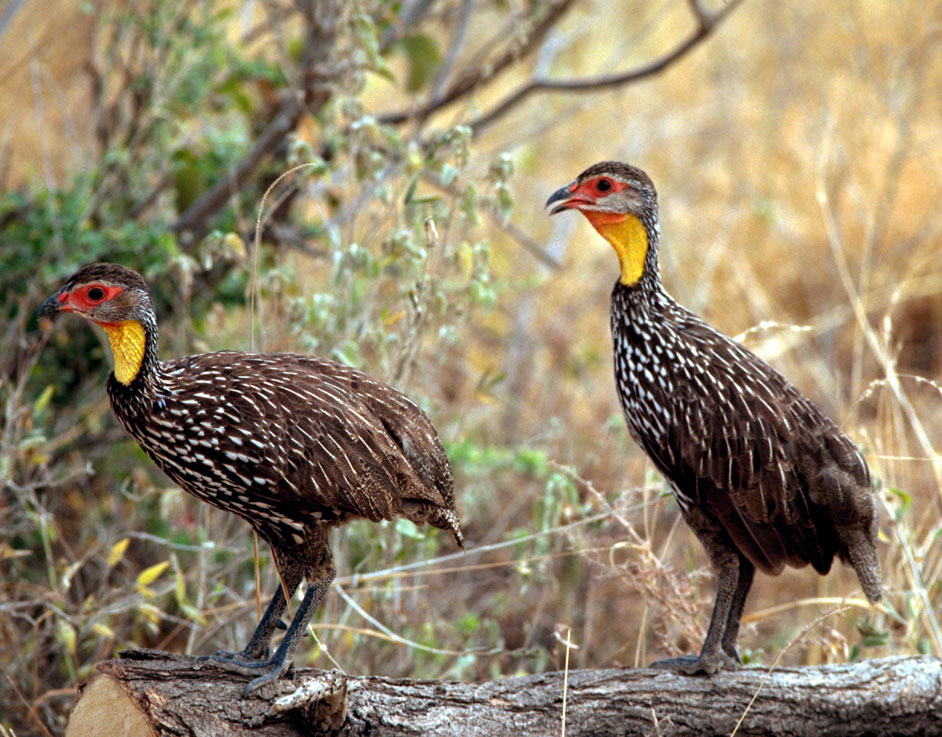
Жовтогорлі турачі

Довжина птаха становить 33-36 см, самці важать 615–896 г, самиці 400–615 г. Верхня частина голови сірувато-коричнева, над очима білі "брови", скроні світло-сірі. Шия, нижня частина тіла і верхня частина спини темно-коричневі, поцятковані широкими білими або охристими смужками, стегна мають охристий відтінок. Решта верхньої частини тіла оливково-коричневі. Першорядні махові пера знизу світло-охристі, помітні в польоті. Дзьоб чорний, біля основи червоний, очі карі, лапи коричнювато-чорні. Навколо очей і на підборідді плями червоної шкіри, на горлі пляма жовтої голої шкіри з чорними краями. У самців на лапах є 2 шпори, у самицт вони відсутні. Молоді птахи мають менш яскраве забарвлення, нижня частина тіла у них поцяткована вузькими сірими смугами, верхня частина тіла поцяткована вузькими охристими смугами. Плями голої шкіри на голові і шиї менш контрастні.

## Підвиди
Виділяють два підвиди:
- P. l. leucoscepus (Gray, GR, 1867) — Еритрея і сусідні райони північної Ефіопії;
- P. l. infuscatus Cabanis, 1868 — від північного Сомалі і Джибуті до Південного Судану і півночі центральної Танзанії.

## Поширення і екологія
Жовтогорлі турачі мешкають в Ефіопії, Еритреї, Джибуті, Сомалі, Південному Судані, Кенії, Танзанії і Уганді. Вони живуть в акацієвих і комміфорових заростях, в саванах і на полях. Зустрічаються парами або невеликими зграйками, на висоті до 2400 м над рівнем моря. Живляться бульбами Cyperus rotundus, ягодами, насінням трави, особливо з родів  Commelina, Urochloa і Oxygonum, а також комахами, зокрема термітами і сараною. Жовтогорлі турачі є моногамними птахами, під час сезону розмноження демонструють територіальну поведінку. На більшій частині ареалу сезон розмноження триває з січня по червень, що припадає на кінець сезону дощів і на початок сезону посухи. В Танзанії птахи можуть гніздитися протягом всього року. В кладці від 3 до 8 яєць.